# Ernest Tewelyo
Ernest Akendengue Tewelyo, né le 13 juillet 1979, est un Juge, homme d'affaires, chef d'entreprise, il est le fondateur et, directeur général d'e-Doley Finance, entreprise africaine spécialisée dans l'économie numérique. Il est reconnu comme étant l’un des précurseurs du mobile banking dans son pays d'origine, le Gabon,. Il préside l'une des Branches Professionnelles du Patronat Gabonais. Il est classé parmi les Leaders Économiques Africains de demain par l'Institut Choiseul.
Outre le digital, il mène également des actions sociales notamment pour l'autonomisation de la jeunesse.

## Biographie
Son père, Didier Akendengue Tewelyo est un publicitaire et spin doctor et, sa mère, Baya Germaine est fonctionnaire de l'enseignement supérieur. Il naît et grandit à Libreville puis, prolonge ses études en Italie et, en région parisienne en France. Promis à l’avenir dans les métiers des pierres précieuses, il a commencé sa carrière à l'âge de 23 ans par le trading de l'Or avant d'embrasser la gemmologie. Formé à l’École des gemmes rattachée a GEM-A à Londres en 2008, il a effectué plusieurs stages au sein d’entreprises spécialisées dans les services financiers innovants qui vont davantage l'attirer que le milieu très fermé de la joaillerie. C’est là qu’il découvre sa passion pour l’inclusion financière et la révolution digitale dont il songeait déjà à la façon de les adapter et de les développer en Afrique.
À son retour en Afrique, en 2011, il crée e-Doley Finance la première fintech au Gabon puis, lance en 2013, e-Doley Cash fruit d'un partenariat stratégique avec l'une des plus importantes banques d’Afrique francophone présente dans 11 pays.
Il est, avec d'autres jeunes dirigeants économiques du continent comme Acha Leke et, Fred Swaniker, fondateur et président de l'African Leadership University et membre de l'African Leardership Network (ALN) un réseau de personnes passionnées par le développement de leaders dont les entrepreneurs joueront pour l'Afrique un rôle crucial dans la création d'opportunités économiques pour le continent d'ici 2060, il est également membre de l'Africa2.0, une organisation de la société civile panafricaine composée de jeunes leaders émergents d'Afrique qui font la promotion du développement sur le continent.
Ernest Tewelyo est convaincu que la transformation digitale est une opportunité pour l’Afrique et son développement, il milite pour la Cashless Economy, la propriété intellectuelle et du droit des affaires sur le continent.

## Activités publiques
Juge Consulaire
2020, brillamment élu, il a prêté serment à la Cour d'appel judiciaire avec pour crédo: dignité, loyauté et respect du secret professionnel,
Par ailleurs, il est major de la première promotion de Juges Consulaires du Gabon 

### Entrepreneur citoyen
2017, il est élu Président de la branche professionnelle des établissements financiers (non-bancaires) de la Confédération Patronale Gabonaise (CPG) principale interlocuteur du gouvernement.
2015, il devient membre de l'African Leadership Network (ALN) à Maurice,.
L’ALN est une communauté de leaders influents qui compte plusieurs membres en Afrique et ailleurs. Cette communauté vise à soutenir les nouveaux décideurs, à favoriser les échanges intra-africains, l’innovation, et à attirer les investissements. Elle contribue à la promotion de la prospérité en Afrique en créant des relations entre les dirigeants africains et encourage également l’entreprenariat et l’entreprise en Afrique.

### Promoteur de l’entrepreneuriat
Soucieux de transmettre l’esprit StartUp chez les jeunes et marquer son engagement citoyen, il a introduit la BMCE Bank au Gabon, afin de faire connaitre l’African Entrepreneurship Award qui un prix panafricain qui récompense les projets à fort impact social et durable,,,,.
Régulièrement convié lors de forums et grand-messes dédiés à entrepreneuriat, aux technologies  à la digital economy, ou, au développement de l’Afrique, il a notamment été invité par le gouvernement Tunisien en 2017 à partager son expérience au SITIC Africa à Tunis et, en 2015 par le président Ali Bongo Ondimba et Richard Attias au New York Forum à partager son expertise sur la révolution digitale à Libreville,.

## Prix et distinctions
Il a entre autres remporté, tour à tour, en 2016, le Prix Pitch For Africa au HubAfrica tenu sous le Haut patronage de Sa Majesté le Roi Mohammed VI à Casablanca, Maroc, en 2015, le Prix StartUp Africa Competition lors du Symposium Annuel du Leadership d'Africa2.0 en présence du Président Joaquim Chissano à Maputo, Mozambique, et, en 2014, le Grand Prix de l'Excellence du Président Ali Bongo Ondimba à Libreville, Gabon,,.
Il est classé parmi les Leaders Économiques Africains de demain par l'Institut Choiseul et, apparaît dans le Choiseul 100 Africa 2018, 2019 et 2020,.

### Distinction honorifique
Il est Médaillé de l'Ordre National du Mérite (Gabon)